# 卡爾·奧古斯特 (霍恩洛厄-基希貝格)
卡爾·奧古斯特（Karl August zu Hohenlohe-Kirchberg，1707年4月6日—1767年5月17日），霍恩洛厄-基希貝格伯爵（1764年起為霍恩洛厄-基希貝格親王），霍恩洛厄家族的成員。

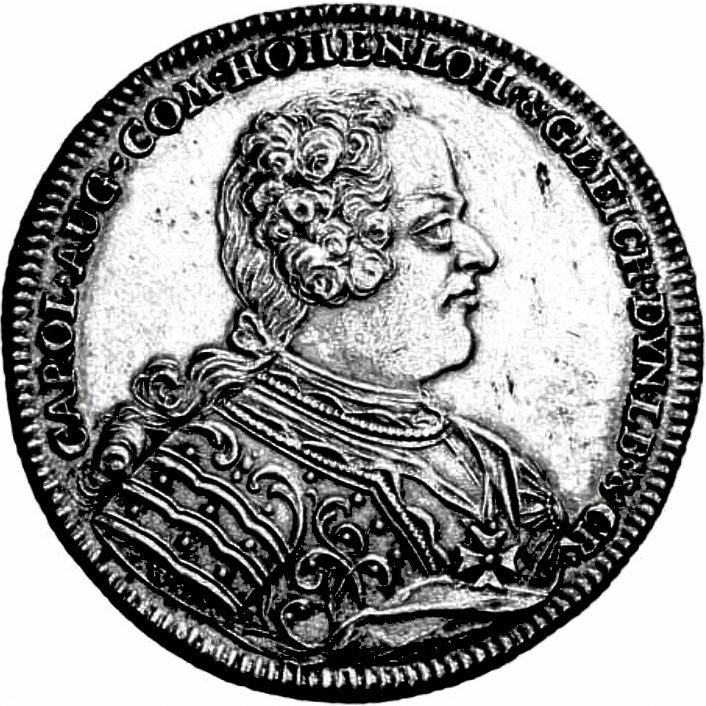
卡爾·奧古斯特

卡爾·奧古斯特是腓特烈·埃伯哈德之子，1737年繼承父親伯爵爵位。卡爾·奧古斯特有三個兒子：克里斯蒂安、腓特烈·威廉、腓特烈·卡爾。1767年去世。